# Jesús Ger García
Jesús Ger García (Barcelona, 8 de mayo de 1946) es un empresario español, expropietario y expresidente del complejo turístico Marina d’Or, ubicado en Oropesa del Mar (Castellón), en el litoral mediterráneo de la Comunidad Valenciana. En 2010 contrajo matrimonio con Sandra Rodrigues de Almeida y tiene tres hijos anteriores al mismo: Raquel, Jesús y Marina.

## Biografía

### Carrera profesional
Jesús Ger inició su andadura empresarial con una cadena de electrodomésticos y muebles, pasando posteriormente a adquirir y dirigir una fábrica de colchones. Tras un breve paso por el sector de la cerámica y viendo, en su momento, el mayor recorrido que podían ofrecerle otros sectores como el turismo y la construcción y promoción de viviendas, decidió constituir la empresa Marina d’Or, en honor a su hija pequeña. Tuvo un hijo llamado David en enero de 2023.
El empresario sentó entonces, a principios de los años 1980, las bases de lo que hoy en día es Marina d’Or, Ciudad de Vacaciones en el litoral castellonense, la misma zona que unos años antes había albergado la posibilidad de acoger Eurodisney, el parque europeo de Disney, y que finalmente se acabó construyendo en París.
La idea nació a partir de unos cuantos apartamentos y un hotel de tres estrellas que Jesús Ger abrió en 1983.

## Premios y reconocimientos
- 2012: Premio Dirigentes Comunidad Valenciana.[6]
- 2012: Premio por la apuesta por el turismo, la calidad, la diferenciación y la recuperación del futuro. Cámara de Comercio de Castellón y Confederación de Empresarios de Castellón.[cita requerida]
- 2005: Premio Especial del Jurado del Salón Internacional de Turismo Residencial, Marbella Meeting Point (MMP).[7]
- 2004: Premio Estrella de Oro, Club de Medios.[8]